# Anbetung der Hirten

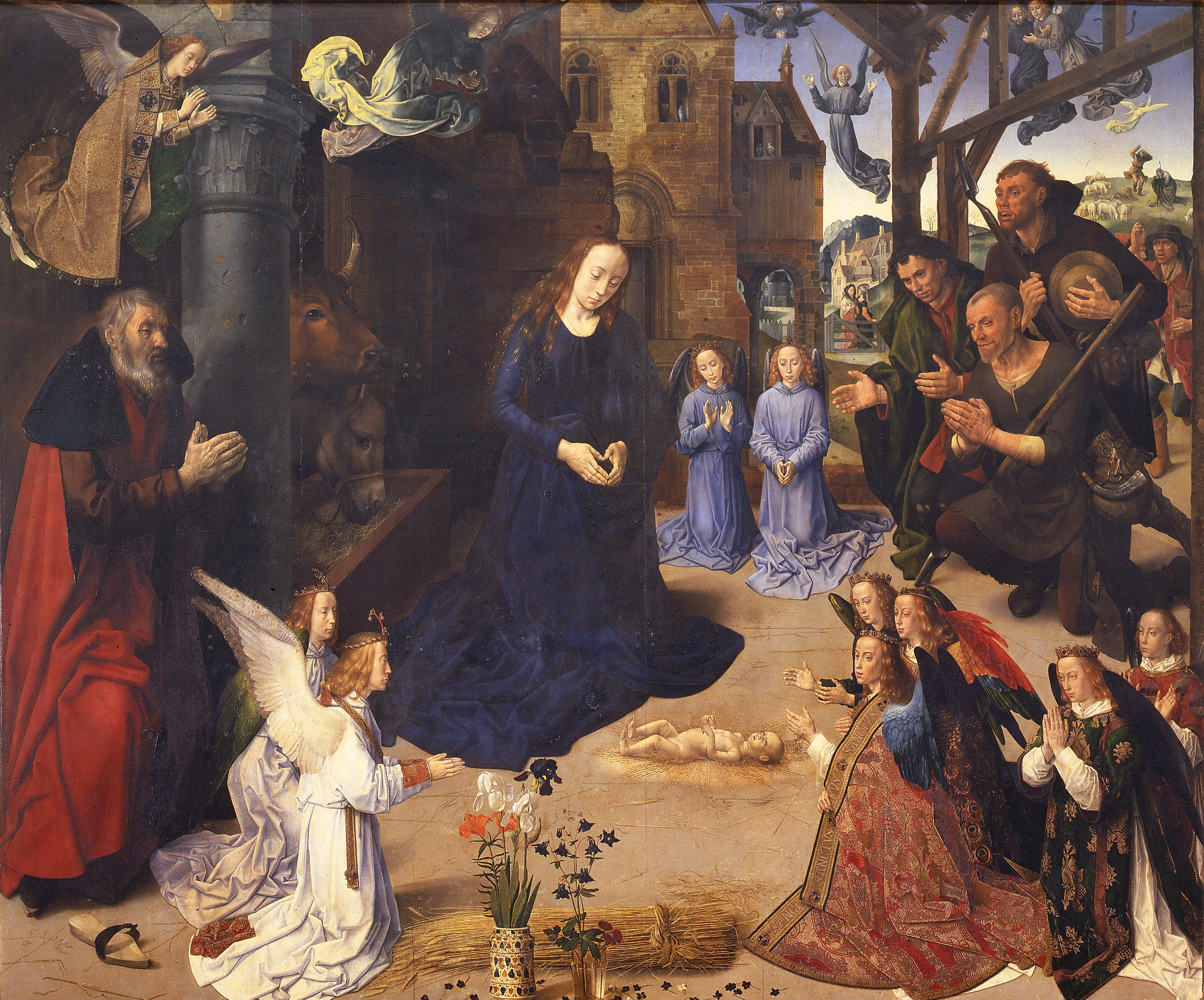
Hugo van der Goes – Anbetung der Hirten aus dem Portinari-Triptychon (um 1477/8)

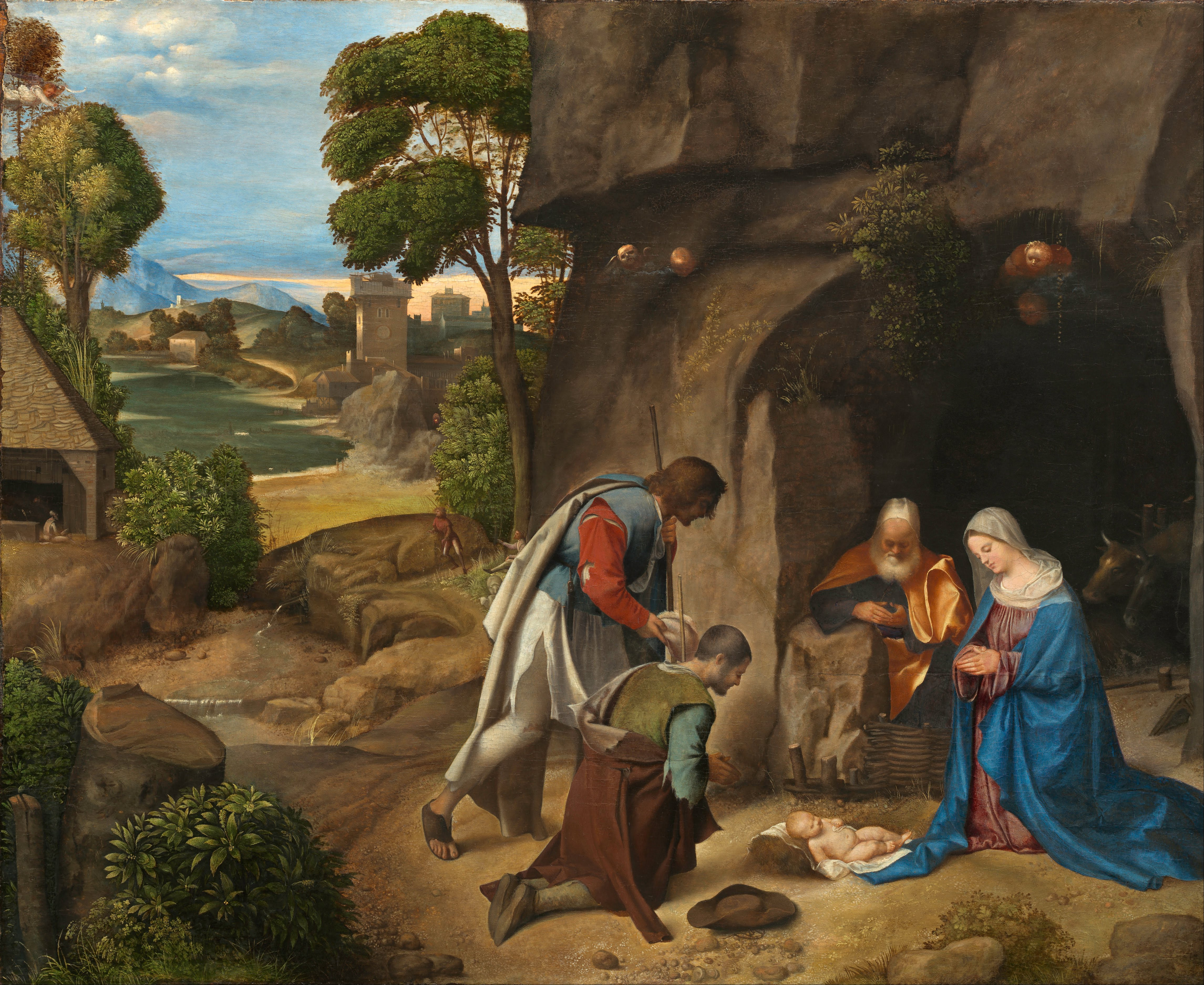
Giorgione – Anbetung der Hirten (um 1505/10)

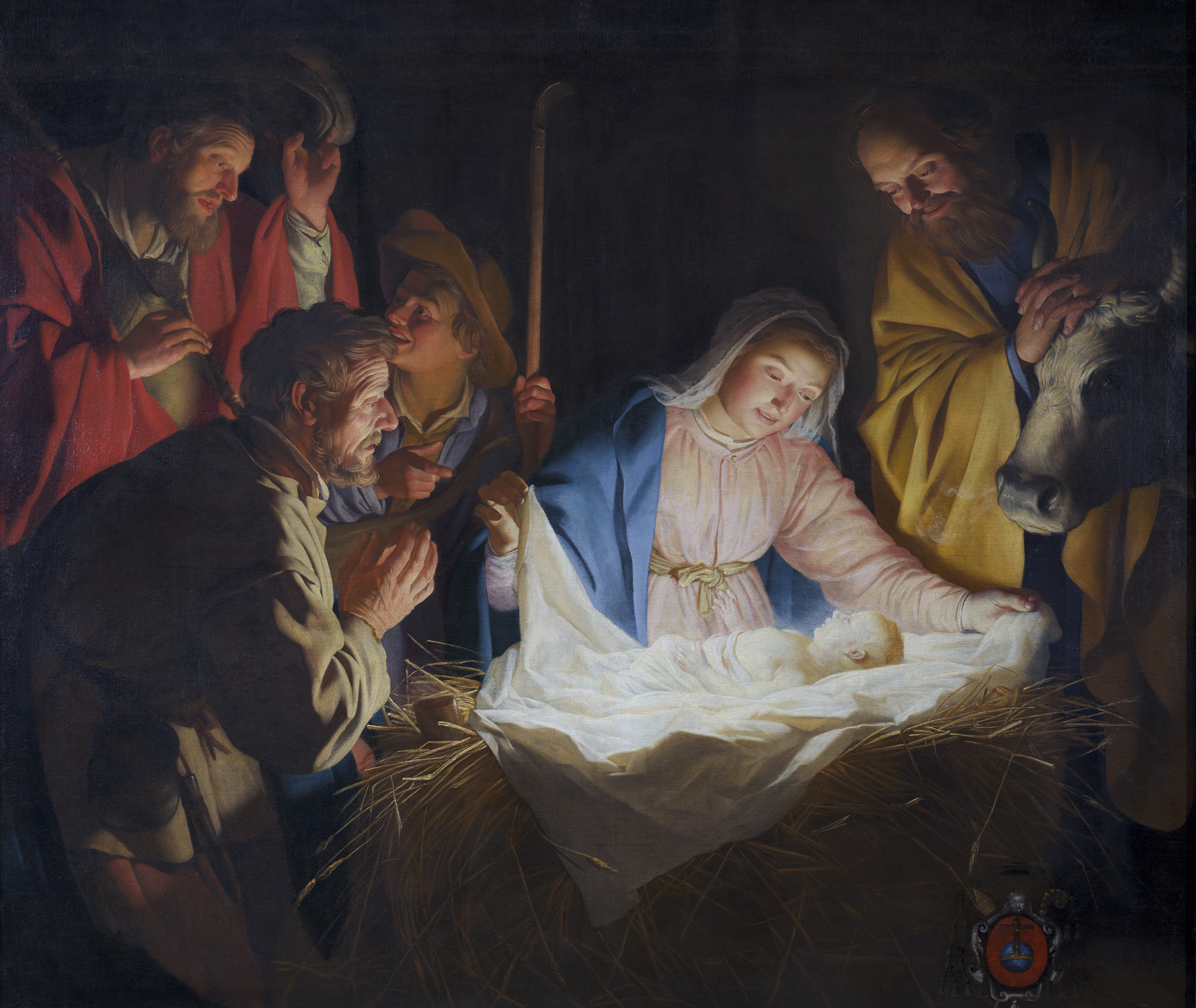
Gerard van Honthorst – Anbetung der Hirten (1622)

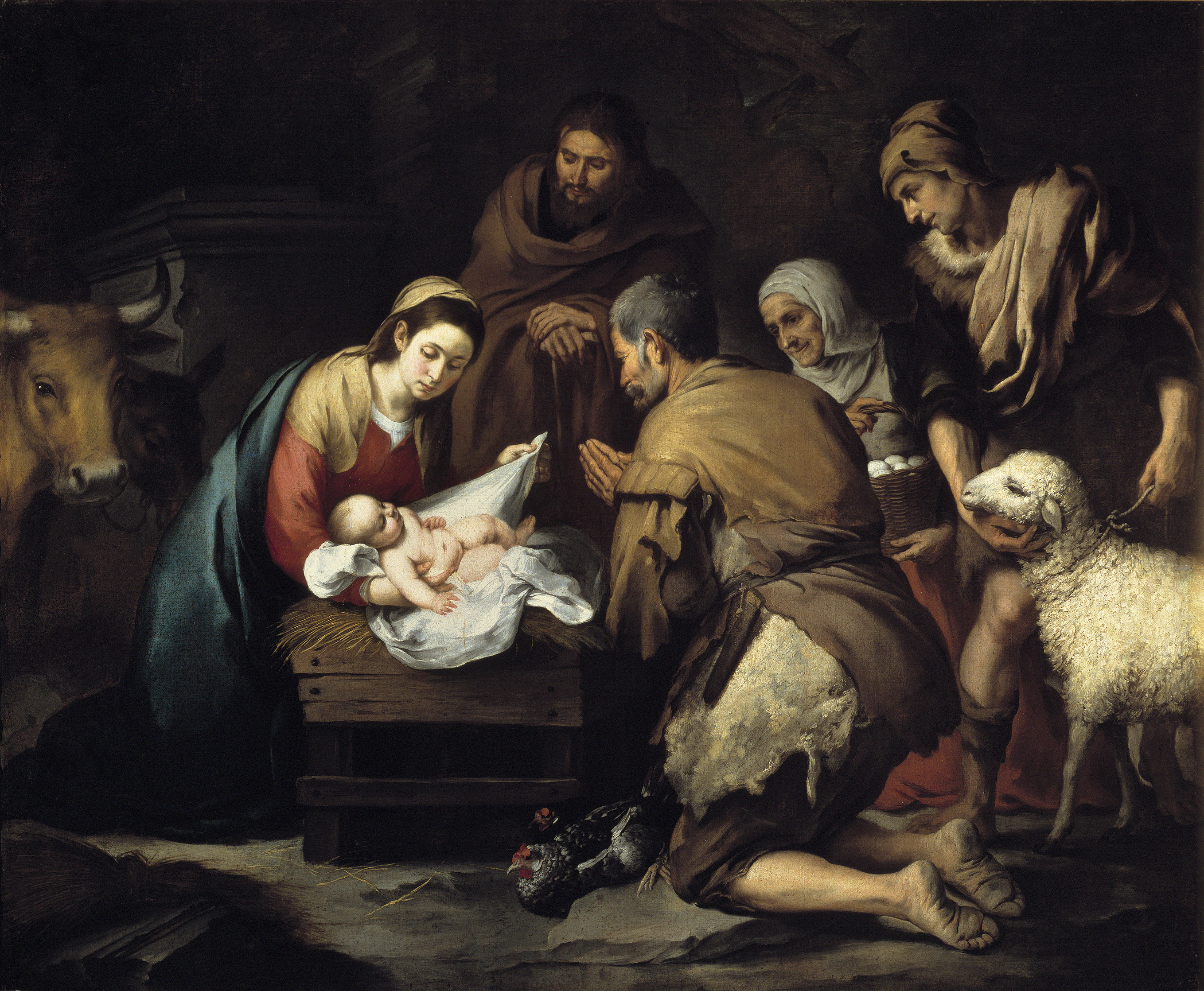
Bartolomé Esteban Murillo – Anbetung der Hirten (um 1657)

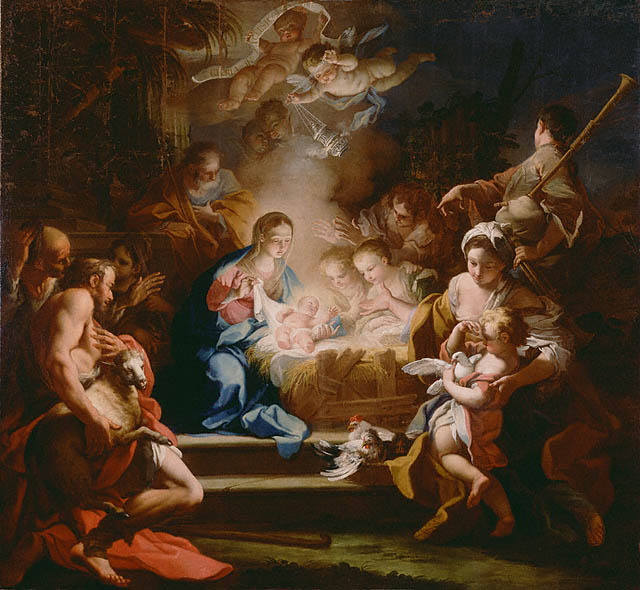
Sebastiano Conca – Anbetung der Hirten (1720)

Die Anbetung des Jesuskindes durch die Hirten, oder kurz: Anbetung der Hirten, ist seit dem Mittelalter ein beliebtes Motiv in der christlichen Kunst. Es findet sich zunächst in der Buchmalerei und in Kathedraltympana; später dann auch in Fresken sowie auf Tafel- und Leinwandbildern. Dargestellt werden Maria, Josef, das in der Krippe oder auf Stroh oder Tüchern liegende Jesuskind, Engel und im Hintergrund oft Ochs und Esel; von der Seite tritt eine mehr oder weniger große Gruppe von einfach gekleideten und meist unrasierten Männern mit Hirtenstab, Hirtentasche, Sackpfeife, Flöte etc. hinzu – im Bildhintergrund sind manchmal Schafe zu sehen.

## Bibeltext
Das Motiv geht zurück auf die Weihnachtsgeschichte im Lukasevangelium (Lk 2,8–20 ), wo es heißt:
„In jener Gegend lagerten Hirten auf freiem Feld und hielten Nachtwache bei ihrer Herde. Da trat der Engel des Herrn zu ihnen und der Glanz des Herrn umstrahlte sie. Sie fürchteten sich sehr, der Engel aber sagte zu ihnen: Fürchtet euch nicht, denn ich verkünde euch eine große Freude, die dem ganzen Volk zuteil werden soll: Heute ist euch in der Stadt Davids der Retter geboren; er ist der Messias, der Herr. Und das soll euch als Zeichen dienen: Ihr werdet ein Kind finden, das, in Windeln gewickelt, in einer Krippe liegt. Und plötzlich war bei dem Engel ein großes himmlisches Heer, das Gott lobte und sprach: Verherrlicht ist Gott in der Höhe und auf Erden ist Friede bei den Menschen seiner Gnade. Als die Engel sie verlassen hatten und in den Himmel zurückgekehrt waren, sagten die Hirten zueinander: Kommt, wir gehen nach Betlehem, um das Ereignis zu sehen, das uns der Herr verkünden ließ. So eilten sie hin und fanden Maria und Josef und das Kind, das in der Krippe lag. Als sie es sahen, erzählten sie, was ihnen über dieses Kind gesagt worden war. Und alle, die es hörten, staunten über die Worte der Hirten. Maria aber bewahrte alles, was geschehen war, in ihrem Herzen und dachte darüber nach. Die Hirten kehrten zurück, rühmten Gott und priesen ihn für das, was sie gehört und gesehen hatten; denn alles war so gewesen, wie es ihnen gesagt worden war.“

## Bedeutung
Während die bei Matthäus überlieferte Anbetung der Könige das Christuskind über oder an die Seite von hochrangigen oder gebildeten Personen (Könige, Magier, Sterndeuter etc.) stellt, bezieht Lukas in seiner Weihnachtsgeschichte Leute aus dem einfachen Volk mit ein – mit anderen Worten: Das Jesuskind ist für alle Menschen da oder hat allen Menschen etwas zu geben. Daneben beinhaltet die ‚Anbetung der Hirten‘ – im Unterschied zur ‚Anbetung der Könige‘ – auch idyllisch-pastorale Elemente, die in der Malerei gerne dargestellt wurden.

## Darstellungen
Die frühesten Darstellungen der Hirten aus der Weihnachtsgeschichte in der christlichen Kunst finden sich in Buchmalereien (z. B. im Hortus Deliciarum der Herrad von Landsberg) oder an Tympana (z. B. an der Kathedrale von Chartres), wobei das eigentliche Thema der Darstellung jeweils die ‚Geburt Christi‘ ist und die Hirten nur als schmückendes Beiwerk aufzufassen sind. Erst später emanzipierte sich die ‚Anbetung der Hirten‘ in Abgrenzung zur ‚Anbetung der Könige‘ als eigenständiges Bildthema. Die zeitlich vorausgehende ‚Verkündigung an die Hirten‘ wurde von Beginn an als gesondertes Bildthema behandelt, aber deutlich seltener dargestellt. In seltenen Fällen sind die ‚Verkündigung an die Hirten‘ sowie die ‚Anbetung der Hirten‘ (manchmal auch die ‚Anbetung der Könige‘) in einem Bild zusammengefasst. Die späteren Darstellungen der ‚Anbetung der Hirten‘ gehören meist zum kunsthistorischen Typus der Nachtbilder – d. h. als Lichtquelle fungieren entweder die Engel oder das Jesuskind.

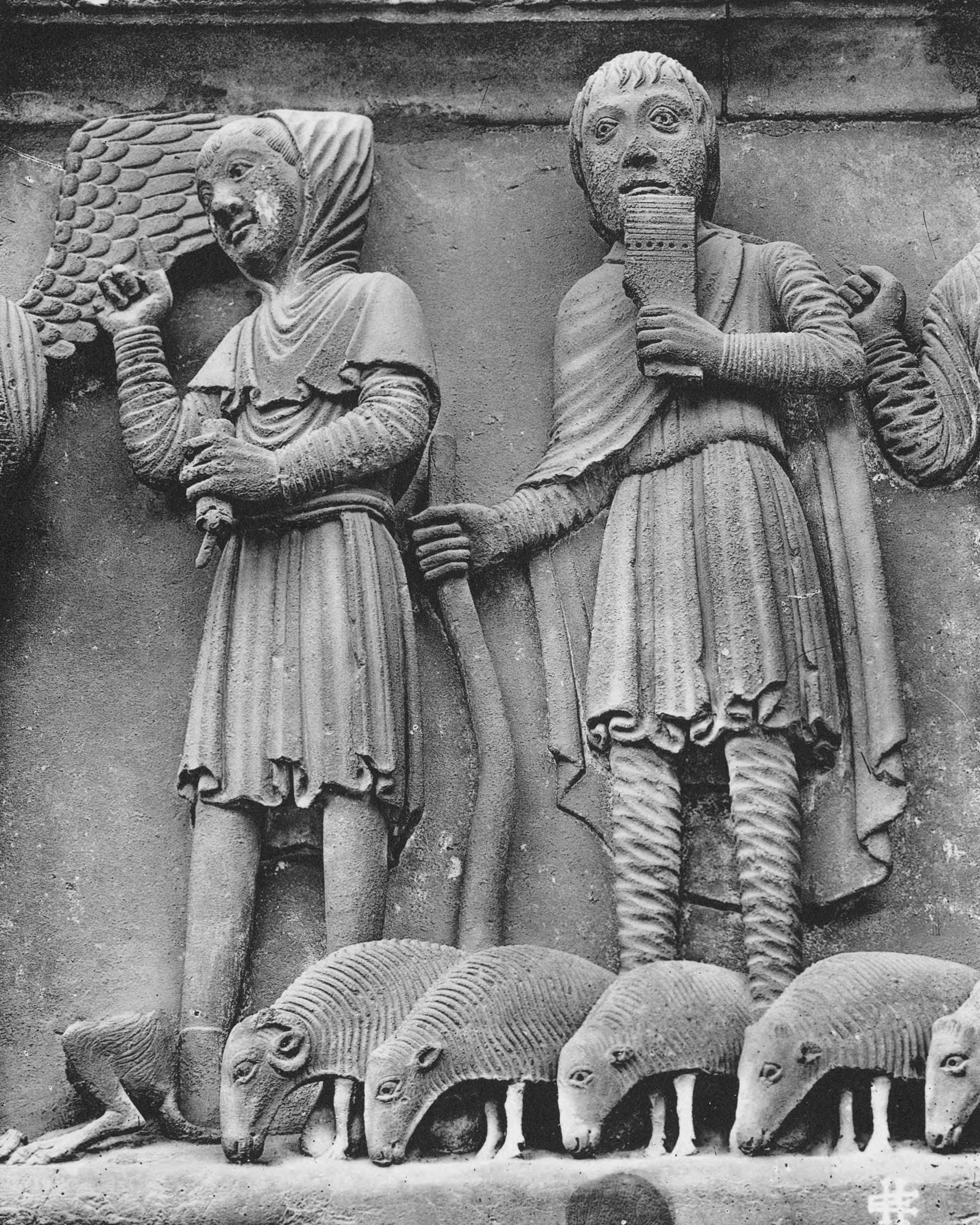
Hirten im Königsportal der Kathedrale von Chartres (um 1145/50)
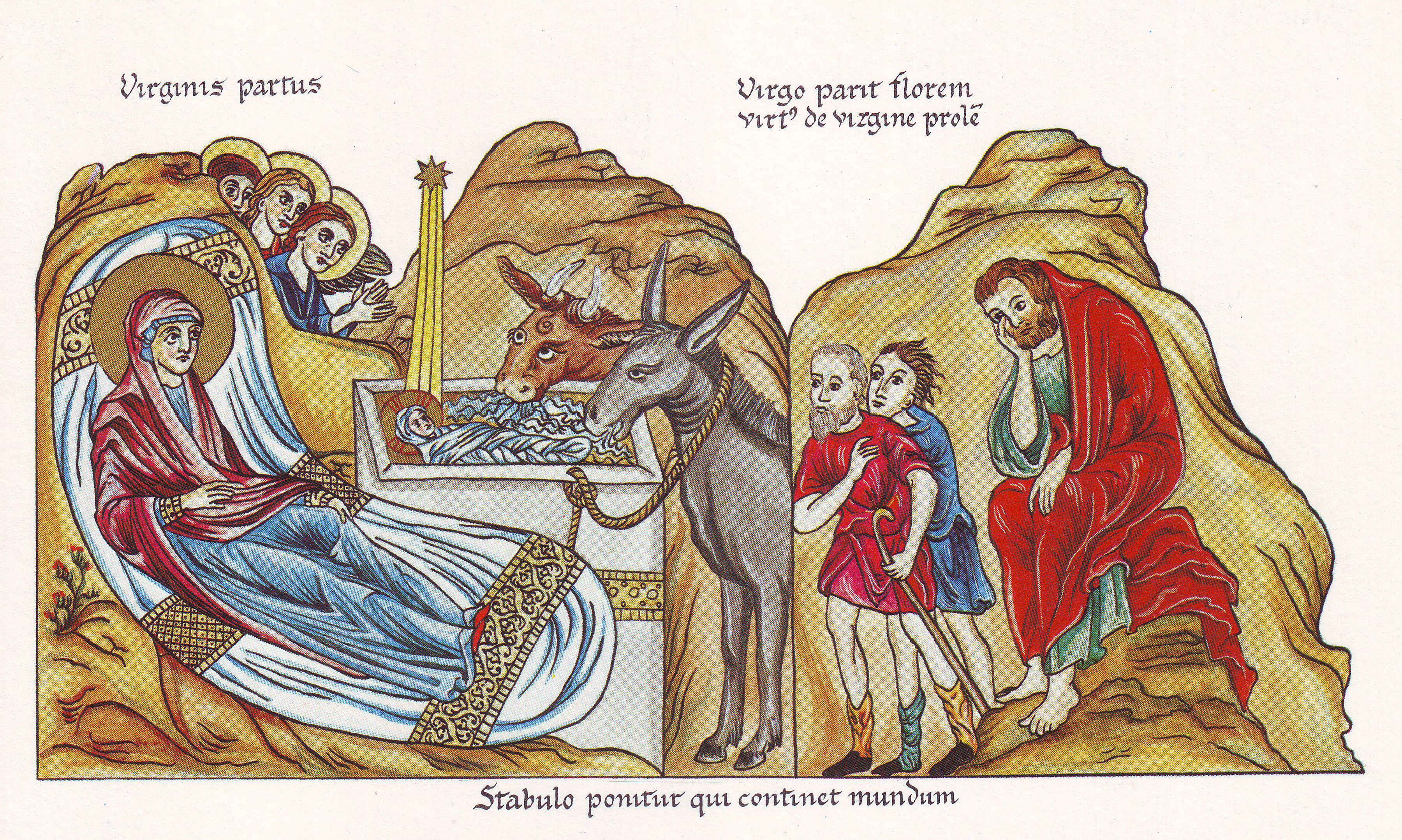
Hortus Deliciarum (um 1180)
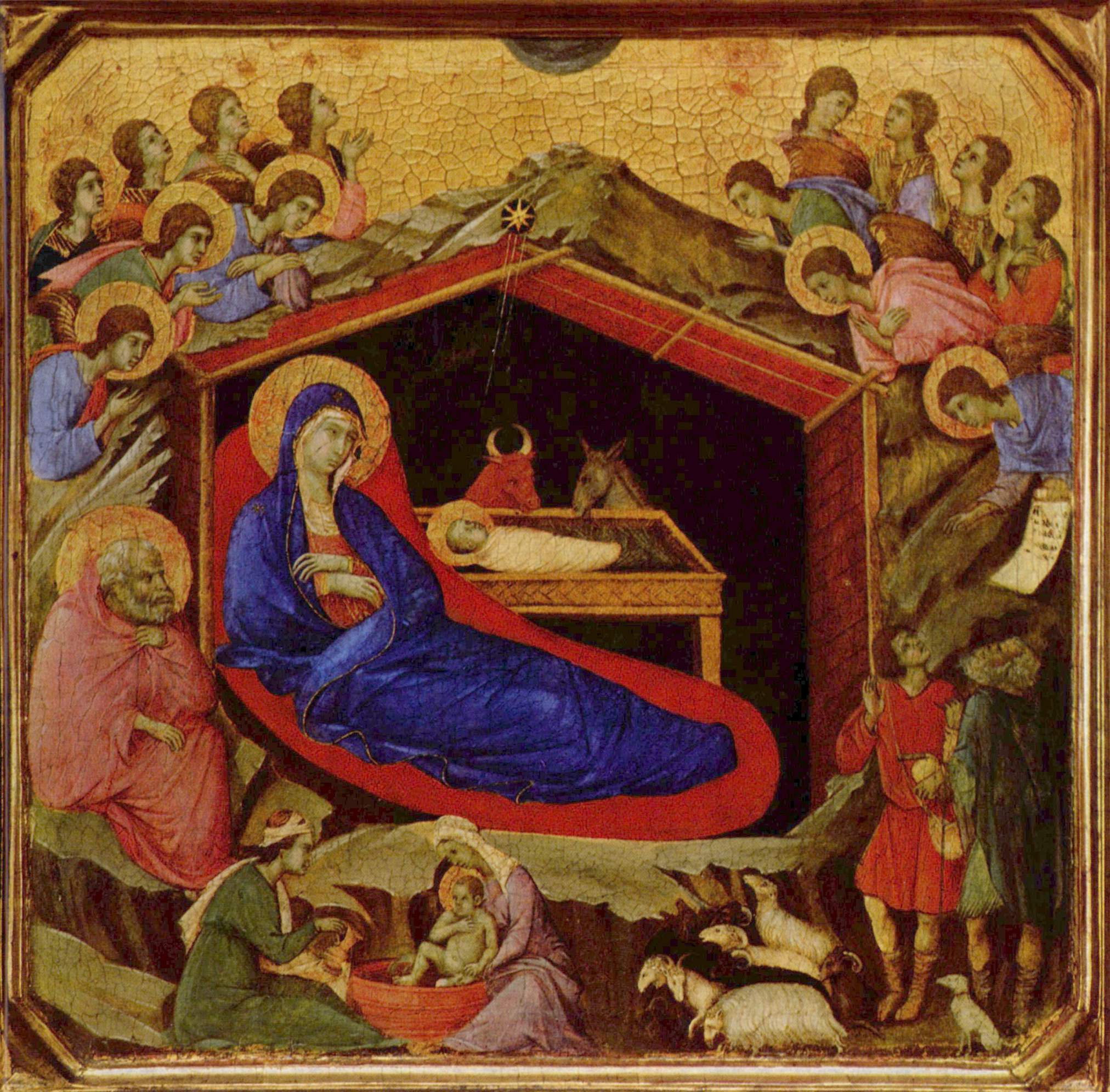
Duccio di Buoninsegna (um 1310)
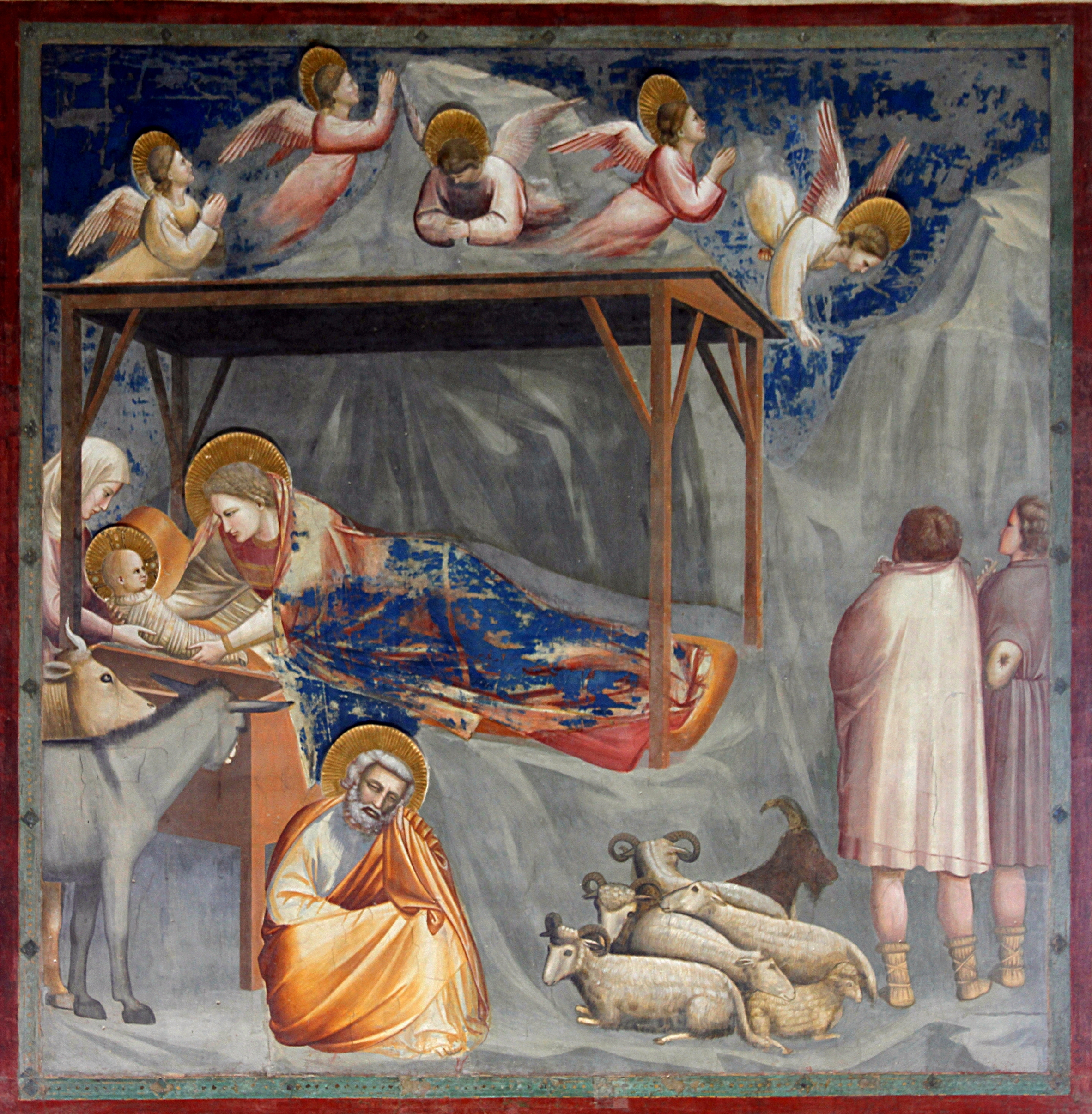
Giotto di Bondone (um 1320)